# واي فاي 2 (برنامج كوميدي)
برنامج كوميدي منوع، يتضمن في كل حلقة مشاهد كوميدية، مستمدة من واقع المجتمع في السعودية والخليج خصوصا، والوطن العربي عموما، تعالج بشكل كوميدي، بطولة مجموعة من الفنانين، يقوم الابطال بتقليد مجموعة من السياسيين والممثلين والمطربين والإعلاميين العرب وشعراء معروفين، بالإضافة إلى برامجا حوارية وبرامج منوعات، حتى المغني الكوري "PSY" لم يسلم من التقليد. كما يتضمن البرنامج فقرات غنائية بشكل كوميدي، إخراج اوس الشرقي، تاليف خلف الحربي، إنتاج يارا ميديا، المنتج إم بي سي

## الفنانين المشاركين
| اسم الفنان       |
| ---------------- |
| عبدالناصر درويش  |
| خالد سامي        |
| عبدالاله السناني |
| اسعد الزهراني    |
| حسن البلام       |
| حبيب الحبيب      |
| ليلى السلمان     |
| هيا الشعيبي      |
| طارق الحربي      |
| فاطمه جاسم       |
| نوره العميري     |
| نيرمن محسن       |
| سامية الطرابلسي  |